# Fonderia Artistica Battaglia
La Fonderia Artistica Battaglia è un'azienda specializzata nella lavorazione, per fusione, di metalli.

## Descrizione
Fondata a Milano nel 1913 da Ercole Battaglia, Giulio Pogliani e Riccardo Frigerio realizza opere in bronzo di grandi dimensioni utilizzando la tecnica della fusione a cera persa.
Tra le opere realizzate presso la fonderia: La porta di bronzo del Duomo di Milano realizzata con la storia di Sant'Ambrogio a Lierna da Giannino Castiglioni, il Cardinale in piedi di Giacomo Manzù, la sfera realizzata per il complesso di Santa Giulia a Brescia di Arnaldo Pomodoro,  il cavallo della Rai di Francesco Messina, il Cristo degli abissi di San Fruttuoso, l'Autoritratto di Alighiero Boetti, la scultura di Paolo VI e la Porta Santa in San Giovanni in Laterano di Floriano Bodini, l'installazione di Giuseppe Penone presso i giardini di Venaria Reale, gli otto cani in ferro di Velasco Vitali 
Dal 2014 è stata scelta dal Premio Arte Laguna come una delle "residenze" per il premio Artist in Residence
Nel 2015 Francesco Clerici ha realizzato nella fonderia il documentario Il gesto delle mani, presentato al Festival internazionale del cinema di Berlino, che racconta la realizzazione di una scultura di Velasco Vitali ove i protagonisti, unitamente a Vitali, sono le maestranze della fonderia.. Il film ha vinto il premio FIPRESCI della critica internazionale  al Festival di Berlino, la menzione d'onore per il miglior film sull'arte al Asolo art film festival ed è stato selezionato a svariati festival internazionali. 

## Artisti che hanno commissionato una propria opera alla fonderia
- Sergio Alberti
- Kengiro Azuma
- Giacomo Benevelli
- Giovanni Bruno
- Andrea Cascella
- Giannino Castiglioni[9]
- Alik Cavaliere[10]
- Domenico Colanzi
- Piergiorgio Colombara
- Paolo Delle Monache
- Lucio Fontana[11]
- Dario Goldaniga
- Guido Lodigiani
- Giuseppe Maraniello
- Marino Marini[11]
- Giacomo Manzù[11]
- Francesco Messina[10]
- Felice Mina
- Dante Parini
- Giuseppe Penone[10]
- Marcello Pietrantoni
- Laura Polli Fontana
- Arnaldo Pomodoro[11]
- Giò Pomodoro[10]
- Richard Rhodes
- Velasco Vitali
- Peter Wächtler